# دورمیتور
دورمیتور (به لاتین: Durmitor) یک رشته‌کوه در مونته‌نگرو است که در مونته‌نگرو واقع شده‌است. دورمیتور ۲٬۵۲۳ متر بالاتر از سطح دریا واقع شده‌است.